# Horváth Barna (esperes)
Horváth Barna (Budapest, 1936. március 14. – Miskolc, 2009. szeptember 15.) református lelkész, borsod–gömöri esperes, teológiai tanár.

## Családja
Egyetlen gyermekként született.
Édesapja, Horváth István fiatalon megjárta az első világháborút, leszerelése után számos egyéb tanfolyam és munka mellett abszolvált polgári iskolát követően a kecskeméti és tarcali borászati szakiskolát végezte el, végül a székesfővárosi javadalmi őrség vizsgálója lett a városházán.
Horváth István korai nyugdíjazása után, 1940-ben pestszentlőrinci házukat eladva, a következő évben a hegyaljai Mád községbe költöztek, ahol a família tősgyökeres, s ahol a családfő a továbbiakban szőlőműves kisbirtokosként borászkodott. Életének 82. évében, 1978-ban hunyt el Mádon.
Édesanyja, Simon Katalin Erzsébet Püspökladányból származott, Budapesten dolgozott, képesített varrónő volt. Életének 83. évében, 1990-ben elhunyt Sajószentpéteren.
1961-ben házasságot kötött Perjéssy Mártával (Perjéssy László sajószentpéteri lelkipásztor és Kiss Irén Albertina Nemesbikken született leányával), aki a Sárospataki Református Kollégium Tudományos Gyűjteményeiben volt alkönyvtáros és Ondon esperesi segédlelkész. Horváth Barnáné Perjéssy Márta a továbbiakban beosztott, illetve helyettes lelkész Igriciben (1964–1975), Gelejen (1971–75), Alacskán (1975–1983) és 1983-tól a Sajószentpéter-bányai Református Egyházközségben, ahol 1986 és 2003 között önálló lelkipásztor volt. 1986. június 7-én szentelték lelkésszé. Megalapította a bányai gyülekezet kórusát, hittantanár volt Sajószentpéteren a Pécsi, a Hunyadi és a Kossuth általános iskolában. A közösségért végzett munkáját Sajószentpéter Pro Urbe Díjjal jutalmazta 2003-ban. Horváth Barnáné a kezdetektől részt vett az országos református nőszövetség munkájában. Megszervezte a sajószentpéteri református nőszövetséget. A Tiszáninneni Református Nőszövetség alapító tagja, titkára (1993–2000), elnöke (2005–2009), a Miskolci Református Nőszövetség elnöke (2003–2005) volt. A Református Nőszövetség országos konferenciáján 2011. szeptember 4-én (négy díjazott társával együtt) Zsindelyné Tüdős Klára-díjjal tüntették ki. A díjat első ízben ekkor adták át azoknak, akik „jelentősen előmozdítják az újjáalakult szolgálatot”. A Debreceni Református Hittudományi Egyetem aranyoklevelét 2009-ben, gyémántoklevelét 2019-ben, rubinoklevelét 2024-ben vette át.
1962-ben született Ádám fiuk, aki ügyvéd, 1965-ben pedig Barnabás Dávid, aki újságíró, Perjéssy-Horváth Barnabás néven író.
1992-ben született Réka Eszter, 2002-ben pedig Áron Levente unokájuk.
Horváth Barna élete hetvennegyedik évében, 2009. szeptember 15-én hunyt el Miskolcon. A tetemvári Deszkatemplomból temették szeptember 22-én.

## Tanulmányai
A mádi elemi népiskolában (1942–48) és a Sárospataki Állami Angol Tagozatú Általános Iskolában (1948–50) végezte alapfokú tanulmányait.
A középiskolát a Sárospataki Református Kollégium Általános Gimnáziumának humán tagozatú osztályában (1950–52), majd az intézmény államosítását követően a Sárospataki Állami Rákóczi Általános Gimnázium humánus tagozatán (1952–54) végezte.
Irodalmi pályára szeretett volna menni, ezért felvételizett az Eötvös Loránd Tudományegyetem magyar–angol szakára, ahová helyhiány miatt nem vették fel. Átirányították a debreceni egyetemre magyar–orosz szakra, ahol már csak oroszból kellett volna felvételiznie, végül nem élt a lehetőséggel.
A debreceni teológián kezdte meg felsőfokú tanulmányait (1954–56).
A második év második félévében azonban otthagyta a teológiát, mert nem érzett elég erős elhivatottságot, és az irodalom vonzotta (az Alföld folyóiratban recenziói jelentek meg), Budapestre ment, pár hónapig a kőfaragó vállalatnál dolgozott segédmunkásként Albertfalván.
Édesapja kérésére és a segédmunkás lét tapasztalatainak hatására végül lezárta a félévet, és átkérte magát a budapesti teológiára.
Iskolatársával, Lázár Istvánnal színdarabot írt Kurucvilág címmel. Még az iskolában, illetve utána megismerkedett Képes Gézával, Koroda Pál fiával, Koroda Miklóssal (1909-1978), Kuczka Péterrel, Varga Domokossal, Keresztury Dezsővel, Koczogh Ákossal, Tóbiás Áronnal és más írókkal, szerkesztőkkel. 1955. november 12-én Tóbiás kíséretében megfordult mádi családi házukban Déry Tibor is egy vidéki kirándulás, anyaggyűjtés alkalmával. Az ’56 őszén alakuló és az események miatt be nem indult Életképek folyóirat első számában recenziója jelent volna meg, s megbízták egy hegyaljai riport elkészítésével.
A forradalom első napjaiban Budapesten szemtanúja az eseményeknek. 23-án ő szervezi meg, hogy a budapesti teológusok az írókkal vonuljanak együtt az írószövetség székházától a tüntetés helyszíneire. A műegyetemi forradalmi központból többedmagával Borsod megyébe küldték, a miskolci egyetemre, hogy vegyen részt a forradalom eszméinek népszerűsítésében, a közigazgatás átszervezésében, ám ez csak egy rövid epizódnak bizonyult. A forradalom második felében Mádon tartózkodott, a szülői házban.
1957-ben letartóztatták, mert egy diákcsoport tagjaként röpcédulázásban vett részt, amellyel az áldozatokra való megemlékezésre hívtak fel a forradalom egyéves évfordulóján. Balás-Piri László perének hatodrendű vádlottjaként négy és fél hónapot töltött börtönben (1957. november 12. – 1958. március 25.) a Gyorskocsi utcában és a Nagy Ignác utcában. Az eljárás 1958. június 26-án a Fővárosi Bíróság ítéletével zárult a népi demokratikus államrend megdöntésére irányuló mozgalomban való tevékeny részvétel bűntette címen. A bíróság a büntetését a vizsgálati fogsággal letöltöttnek tekintette. Az ügy részletei a szerző Emlékezni tilos című kötetében olvashatók, amely gyermekkorától a családalapításáig foglalja össze életét.
Az Állambiztonsági Szolgálatok Történeti Levéltárától kikért iratok tanúsága szerint még évekig megfigyelték, az utolsó bélyegző 1986-ban került a kartonjára.
Szabadulása után tanárai támogatásával folytatta tanulmányait. Sőt, a teológiai akadémia 1959-es március 15-i ünnepségén az „ifjúság részéről Horváth Barna V. éves hallgató beszélt”. Jeles eredményéért a legmagasabb ösztöndíjat kapta, évvesztés nélkül fejezte be a teológiát.
Az első lelkészképesítő vizsgát 1959. szeptember 25-én jó, a másodikat 1960. szeptember 15-én jeles eredménnyel tette le Budapesten.
Teológiai felkészültsége és tanulmányi munkája elismeréseként 1980–81-ben ösztöndíjat kapott Svájcba, a Genfi Egyetem keretében működő Bossey-i ökumenikus intézetben, majd a Zürichi Egyetem szociáletikai intézetében tanult. Szakdolgozatát a magyar bibliáról angolul írta The Book of the Life or the Scribes? címmel Hans Goedeking professzornál.
Nyelvtudása: angolul és németül tanult, oroszul csak a középiskolában; latinul, görögül, héberül és franciául olvasott.

## Munkássága

### Egyházi pályafutása
A Tiszáninnenre visszakerülve exmittált (1959. augusztus 1. – szeptember 25.), majd rendes segédlelkész (1959. szeptember 26. – október 31.) volt előbb a Mádi Református Egyházközségben Zergi Gábor, azután Szerencsen (1959. november 1. – 1964. március 14.) Faragó György mellett.
1964. március 15-től 1975. október 4-ig az Igrici Református Egyházközség lelkipásztora volt. 1966. szeptember 1-től 1967. július 22-ig Hejőpapiban helyettes lelkész volt. 1971. március 26. és 1975. november 30. között felügyelő lelkész volt Gelejen Horváth Barnáné beosztott lelkipásztor mellett. 1965. július 27-én szentelték fel Miskolcon. Utódja Igriciben Ablonczy Zsolt volt alsószuhai lelkész.
1975. július 1-jétől, hivatalosan október 5-étől a Sajószentpéter–nagytemplomi Református Egyház lelkipásztora volt apósa, a nyugdíjba vonult Perjéssy László helyén 2003. június 30-ig.
Az alacskai egyházban felesége segédlelkészi szolgálatának de facto 1975. szeptember 7-től (presbiteri jegyzőkönyv), de jure 1975. december 1-től (püspöki áthelyezés Gelejről) 1982. március 31-ig felügyelő lelkésze, utána helyettes lelkipásztor (1983. június 1-től 1998. július 31-ig) volt ugyanott. 1998. augusztus 1-től 2000. május 13-ig alacskai felügyelő lelkész Bihari Richárd segédlelkész, majd 1999. október 9-től beosztott lelkipásztor mellett, aki 2000. május 14. és 2007. június 30. között önálló alacskai lelkipásztor volt.
A hatvanas-hetvenes-nyolcvanas években a borsodi (később borsod–gömöri) egyházmegye műemlékügyi, békeügyi, ökumenikus, tanulmányi és missziói előadói posztjaira választották az egyházmegyei közgyűléseken. Részt vett a tiszáninneni egyházkerület fordítói munkacsoportjának munkájában, az egyházkerületi ökumenikus szakcsoport vezetője (1981) (1983), egyházkerületi tanácsbíró (1981) (1986), ökumenikus (1985), egyházkerületi tanácsbíró, békeügyi (1988) előadó lett.
A nyolcvanas-kilencvenes években egyházi kiküldetésekben járt Athénben, Amszterdamban, Siegenben, Herrnhutban, Bécsben, Felsőőrben (az oberwarti konferencia előkészítő bizottságának tagjaként is), Rómában, Varsóban, Missouriban|, Kentuckyban. Utóbbi útján Jefferson County tiszteletbeli polgári címével tüntették ki (1987).
1988. december 19-én megválasztották borsodi esperesnek, elődje Virágh Sándor hejőcsabai lelkipásztor volt, 1989. január 24-én iktatta be Kürti László püspök.
1990. szeptember 21-én az általános tisztújítás során újraválasztották, november 22-én iktatták be. Dr. Mészáros Istvánt ekkor választották meg tiszáninneni püspöknek (1991. január 29-én iktatták be), mely tisztségben 2002-ig szolgált.
A Magyarországi Református Egyház IX. (1990-től), X. (1991. február 27–28-tól) Zsinatának választott lelkészi rendes képviselője (a közalapi intézőbizottságban, a tanulmányi bizottságban etc. munkálkodott), illetve a zsinati tanácsnak tagja volt.
Tagjai közé választotta a Magyarországi Egyházak Ökumenikus Tanácsa és a Doktorok Kollégiuma.
A Magyarországi Egyházak Ökumenikus Tanácsának 1991. november 4-én megtartott közgyűlésén a Theologiai Szemle szerkesztőbizottságának tagjává választották, melynek 1993. januártól 2003. decemberig elnöke volt.
1996. december 16-án a tisztújító választáskor újabb hat évre megválasztották esperesnek.
A Borsod-gömöri Református Egyházmegye 2002. december 13-án tartott közgyűlésen kihirdetett választási eredmények alapján a visszavonuló Horváth Barnát a mezőcsáti lelkipásztor, Gazda István követte az esperesi székben.
2003. június 30-ával nyugállományba vonult, Miskolcra költöztek, minden hivatalos tevékenységét beszüntette. Sok felkérésnek tett azonban eleget, gyakran vállalt egyházi szolgálatokat, prédikált ünnepségeken, öregdiák-találkozón, tartott előadásokat, mondott köszöntőket különböző gyülekezetekben,
Aranydiplomáját 2009. július 7-én kapta pályája ötvenéves jubileuma alkalmából a Károli Gáspár Református Egyetemtől a Ráday Kollégiumban az ünnepélyes tanévzárón.

### Érdeklődési területei
Egyházi (Református Egyház, Reformátusok Lapja, Theologiai Szemle, Sárospataki Református Lapok stb.) és világi orgánumokban rendszeresen publikált, bibliográfiája terjedelmes, életműsorozatának kiadása folyamatban van. Szociáletikai és ökumenikai kérdésekkel foglalkozott. Teológiai tanulmányai mellett irodalomtörténeti, helytörténeti, művelődéstörténeti, műemlékvédelmi témákban egyaránt otthonosan mozgott. Különösen sokat foglalkozott Lévay József életművével, jelentős szerepet játszott a költő kultuszának ápolásában.
Igriciben kezdett el érdeklődni a társadalomtudományok és a helytörténet iránt.
Tanulmányt írt az egyházi épületek és műtárgyak gondozása tárgykörben 1971-ben.
A Honismereti Mozgalom 1969. évi Országos Néprajzi Pályázatán Adalékok a népi hivatalviselés kezdeteihez című dolgozatával az egyik III. díjat kapta, amit Ortutay Gyula adott át Budapesten. A dolgozatból szerkesztett könyvet Szabad György (ELTE) lektorálta. Kósa László szerint „Jól általánosítható szempontokat ad […] egy dél-borsodi egyházközség presbitériumi jegyzőkönyvének művelődéstörténeti elemzésével.”
1973-ban a Magyar Néprajzi Társaság rendes tagjává választotta.
A lelkészek továbbképzésére rendezett tanulmányi alkalmakon előadásokat tartott.
Részt vett a Studia et Acta sorozat kutatási munkálataiban. A Zsinat Elnöksége a Református Egyház 1968. decemberi számában pályázati felhívást tett közzé a Studia et Acta V. kötete anyaggyűjtésére. A kötet az egyház legutóbbi száz esztendejének teológia- és egyháztörténetét dolgozza fel. Harminc pályázat közül Horváth Barna többed magával II. díjat kapott.
A zsinat elnökségi tanácsa az esztendő minden vasárnapjára, valamint keresztelés, esketés, temetés alkalmára írandó igehirdetés-sorozatra 1973-ban kiírt pályázaton munkája díjat nyert, és Egy év a szószéken címmel később megjelent.
A Tiszáninneni református egyházkerület Sztárai Mihály Lelkészkórusában nemcsak énekelt, a műsorok összekötőszövegét is többnyire ő írta és mondta el. Dél-borsodi fiatal lelkészek – Ágoston István hejőbábai, Horváth Barna igrici, Rózsa Tibor bőcsi, Virágh Sándor hejőpapi lelkipásztorok és feleségeik – alakítottak egy dupla kvartettet is, amellyel egyházi ünnepségeken léptek fel.

### Tanári tevékenysége
A Miskolci Bölcsész Egyesületben óraadó tanárként bibliaismeretet adott elő (1989–2003). Mint alapító tagot, a Miskolci Bölcsész Egyesület Nagy Lajos Király Magánegyeteme tiszteletbeli, örökös tagjául fogadta, s jogosult az egyesületi gyűrű viselésére (1999). A nyelvészeti tudományok doktorává avatták 1999-ben summa cum laude minősítéssel a vallástudományban és a filozófiában való jártasságáért. Disszertációját Utolsó idők címmel jelentette meg a Kálvin Kiadó.
A Sárospataki Református Kollégium Teológiai Akadémiáján óraadó tanár volt az újraindulás első éveiben (1991/1992–2001/2002) az egyház mai élete, egyházi zene, valamint egyházismeret és egyházjog tárgykörben.
A tiszáninneni egyházkerületi közgyűlésén, Miskolcon 1991. július 27-én a Sárospataki Református Kollégium Igazgatótanácsának tagjává választották.
A tiszáninneni egyházkerületi katechétaképzőben egyházismeretet és egyházi éneket tanított.

### Közéleti szerepben
Gyakori szereplője volt Borsod-Abaúj-Zemplén és Gömör megye településein tartott társadalmi rendezvényeknek.
Részt vett az I. Magyar Református Világtalálkozó megszervezésében. (Programfelelőse volt az Utazás az első magyar nyelvű szentírás emlékhelyein című – 1996. július 19–20. között tartott – rendezvénynek.) Református ifjúsági találkozót szervezett Zádorfalván, amelyen Tőkés László prédikált.
A rendszerváltozás után több párt is megkereste, hogy vállaljon politikai szerepet. 1994-ben harmadik helyen szerepelt a Kereszténydemokrata Néppárt Borsod-Abaúj-Zemplén megyei listáján mint országgyűlési képviselő-jelölt.
2003. október 22-én Sajószentpéter város díszpolgára címmel tüntették ki.

### Önálló művei
- A. B. F. R. A. Temetési és emlékbeszédek, nekrológok. S. a. r. és kiad. Horváth Barnabás Dávid, Budapest, 2024. (Horváth Barna életműsorozata, 25.) 298, [2] p. ISBN 978-615-81662-6-3
- A szabadság őrlángjai. Ünnepi beszédek, alkalmi igehirdetések, köszöntők, hozzászólások. S. a. r. és kiad. Horváth Barnabás Dávid, Budapest, 2022. (Horváth Barna életműsorozata, 24.) 205 p. ISBN 978-615-81662-5-6.
- Esperesi jelentések. A Borsod-Gömöri Református Egyházmegye élete évről évre (1989–2002). S. a. r. és kiad. Horváth Barnabás Dávid, Budapest, 2021. (Horváth Barna életműsorozata, 23.) 162, [1] p. ISBN 978-615-81662-4-9.
- Nagytiszteletű Közgyűlés! A Borsodi Református Egyházmegye és a Tiszáninneni Református Egyházkerület közgyűlésein elhangzott előadói jelentések (1967–1989). S. a. r. és kiad. Horváth Barnabás Dávid, Budapest, 2021. (Horváth Barna életműsorozata, 22.) 279 p. ISBN 978-615-81662-3-2.
- Missziói munkatervek. Igrici, Gelej, Alacska, Sajószentpéter (1965–1996). S. a. r. és kiad. Horváth Barnabás Dávid, Budapest, 2021. (Horváth Barna életműsorozata, 21.) 231 p. ISBN 978-615-81662-2-5.
- Papi dolgozatok. A lelkészképesítő vizsgákra készült értekezések. 1959–1960. Szerk. és kiad. Horváth Barnabás Dávid, Budapest, 2020. (Horváth Barna életműsorozata, 20.) 380, [3] p. ISBN 978-615-81662-1-8.
- Szívünk gondolata. Válogatott bibliai magyarázatok. S. a. r. és kiad. Horváth Barnabás Dávid, Budapest, 2020. (Horváth Barna életműsorozata, 19.) 381 p. ISBN 978-615-81662-0-1.
- Ötvenöt év a szószéken. Válogatott prédikációk, igemagyarázatok, szolgálatok. VI. kötet. 2000–2009. S. a. r. és kiad. Horváth Barnabás Dávid, Budapest, 2020. (Horváth Barna életműsorozata, 18.) 485 p. ISBN 978-615-80772-9-3.
- Ötvenöt év a szószéken. Válogatott prédikációk, igemagyarázatok, szolgálatok. V. kötet. 1995–1999. S. a. r. és kiad. Horváth Barnabás Dávid, Budapest, 2020. (Horváth Barna életműsorozata, 17.) 412 p. ISBN 978-615-80772-8-6.
- Ötvenöt év a szószéken. Válogatott prédikációk, igemagyarázatok, szolgálatok. IV. kötet. 1989–1994. S. a. r. és kiad. Horváth Barnabás Dávid, Budapest, 2020. (Horváth Barna életműsorozata, 16.) 437 p. ISBN 978-615-80772-7-9.
- Ötvenöt év a szószéken. Válogatott prédikációk, igemagyarázatok, szolgálatok. III. kötet. 1976–1988. S. a. r. és kiad. Horváth Barnabás Dávid, Budapest, 2020. (Horváth Barna életműsorozata, 15.) 485 p. ISBN 978-615-80772-6-2.
- Ötvenöt év a szószéken. Válogatott prédikációk, igemagyarázatok, szolgálatok. II. kötet. 1964–1975. S. a. r. és kiad. Horváth Barnabás Dávid, Budapest, 2019. (Horváth Barna életműsorozata, 14.) 433 p. ISBN 978-615-80772-5-5.
- Ötvenöt év a szószéken. Válogatott prédikációk, igemagyarázatok, szolgálatok. I. kötet. 1954–1963. S. a. r. és kiad. Horváth Barnabás Dávid, Budapest, 2019. (Horváth Barna életműsorozata, 13.) 389 p. ISBN 978-615-80772-4-8.
- Irodalom a templomban. Református egyházi ünnepségek műsorai. Szerk. és kiad. Horváth Barnabás Dávid, Budapest, 2018. (Horváth Barna életműsorozata, 12.) 370, [1] p. ISBN 978-615-80772-3-1.
- Lectori salutem. Simándy Pál, alias Gombos Ferenc író levelezése szülőfaluja lelkészével. Szerk. és kiad. Horváth Barnabás Dávid, Budapest, 2018. (Horváth Barna életműsorozata, 11.) 268, [1] p. ISBN 978-615-80772-2-4.
- Lelki nagykorúság. Tizenhárom előadás. Szerk. és kiad. Horváth Barnabás Dávid, Budapest, 2017. (Horváth Barna életműsorozata, 10.) 140, [1] p. ISBN 978-615-80772-1-7.
- Segítség. Irodalmi kaleidoszkóp. Szerk. és kiad. Horváth Barnabás Dávid, Budapest, 2017. Horváth Barna életműsorozata, 9.) 340, [3] p. ISBN 978-615-80772-0-0.
- Ökumenikus vizeken. Szerk. és kiad. Horváth Barnabás Dávid, Budapest, 2016. (Horváth Barna életműsorozata, 8.) 142, [1] p. ISBN 978-963-12-5896-7.
- Historia Domus. Hely- és egyháztörténeti írások. Szerk. és kiad. Horváth Barnabás Dávid, Budapest, 2016. (Horváth Barna életműsorozata, 7.) 291, [2] p. ISBN 978-963-12-4504-2.
- Egyenként és összesen. Válogatott újságcikkek. Szerk. és kiad. Horváth Barnabás Dávid, Budapest, 2015. (Horváth Barna életműsorozata, 6.) 324, [3] p. ISBN 978-963-12-1838-1.
- Emlékezni tilos. Szerk. Horváth Barnabás Dávid, AmfipressZ, Budapest, 2014. (Horváth Barna életműsorozata, 5.) 516 p. ISBN 978-963-8230-14-0.
- Presbiterek. Egyházismereti előadások. Szerk. és kiad. Horváth Barnabás Dávid, Budapest, 2014. (Horváth Barna életműsorozata, 4.) 161, [2] p. ISBN 978-963-08-8846-2.
- Koinónia. Teológiai tanulmányok. Szerk. és kiad. Horváth Barnabás Dávid, Budapest, 2013. (Horváth Barna életműsorozata, 3.) 236 p. ISBN 978-963-08-5878-6.
- Biblia az irodalomban. Szerk. Horváth Barnabás Dávid, AmfipressZ, Budapest, 2012. (Horváth Barna életműsorozata, 2.) 334 p. ISBN 978-963-8230-13-3.
- Amerikából jöttünk. Adalékok a United Presbyterian Church (USA) és a Tiszáninneni Református Egyházkerület kapcsolatainak krónikájához. Szerk. Horváth Barnabás Dávid, AmfipressZ, Budapest, 2011. (Horváth Barna életműsorozata, 1.) 206 p. ISBN 978-963-8230-12-6.
- Borsod-gömöri „református papok” történelemkönyve. Társszerző: Gazda István. Borsod–gömöri Református Egyházmegye, Miskolc–Mezőcsát, 2006. 179 p. ISBN 963-229-746-6.
- Egy év a szószéken. Lekt.: Faragó Lajosné, előszó: Szathmáry Sándor, Tiszáninneni Református Egyházkerület, [Miskolc], Sárospataki Református Theologia, [Sárospatak], 2002. 229 p. ISBN –.
- Kegyeleti ügyelet. Szöv. gond. Horváth Barnabás Dávid, Borsod-gömöri egyházmegye, [Sajószentpéter], [2001]. 240 p. ISBN 963-00-7201-7.
- Adalékok Igrici község önkormányzatának és művelődéstörténetének kezdeteihez. Lekt. Szabad György, Sárospataki Református Kollégium Teológiai Akadémiája, Sárospatak, 2000. 2., bőv. kiad. (A Sárospataki Református Theológiai Akadémia kiadványai, 18.) 72 p. {{|ISSN 1416-664X}}.
- Utolsó idők. Magyarországi Református Egyház Kálvin János Kiadója, Budapest, 2000. 91 p. ISBN 963-300-818-2.
- Sajószentpéter. Műemlékek. Szerk. Dercsényi Balázs, TKM Egyesület, [Budapest], 1986 [!1987]. (Tájak korok múzeumok kiskönyvtára, 264.) [16] p. ISBN 963-555-410-9. ISSN 0139-245X ISSN 0139-245X; 264.
- Adalékok Igrici község önkormányzatának és művelődéstörténetének kezdeteihez. Lekt. Szabad György, Kiss József Nagyközségi és Járási Könyvtár, Egressy Béni Járási Művelődési Központ, Mezőcsát, 1974. (Mezőcsáti helytörténeti füzetek, 5.) 75 p. ISBN –.

### Egyéb munkái
- Lévay József versei Mezey István grafikáival. Szerk. és előszó Horváth Barna, ill. Mezey István, Sajószentpéter, 1993. (A Péteri Szavak különszáma.) 108 p. ISBN 963-04-9735-2.
- Lévay emlékkönyv. Szerk. és előszó Horváth Barna, ill. Mezey István, Béres Ferencné, Borsodi Ref. Egyházmegye, Sajószentpéter, 1991. 113 p. ISBN 963-00-2173-0.
- Szentpéteri üres fészek. Szemelvények Lévay József naplójából. Vál. és előszó Horváth Barna, szerk. Csorba Csaba, Borsod-Abaúj-Zemplén Megyei Levéltár, Miskolc, 1988. 56 p. ISBN 963-7241-08-6.
- Francis A[ugust]. Schaeffer: Menekülés az értelemtől. Ford. Hallgató Dávid [Horváth Barna], [Den Haag] : [s.n.], [1979]. 69 p.

## Származása
| Horváth Barna (Budapest, 1936. 03. 14.– Miskolc, 2009. 09. 15.) református lelkész, esperes | Apja: Horváth István (Mád, 1897. 12. 02.– Mád, 1978. 12. 31.) pénzügyőr, szőlőbirtokos     | Apai nagyapja: Horváth István (Mád, 1864. 02. 24.– Mád, 1946. 07. 08.) szőlőbirtokos                             | Apai nagyapai dédapja: Ns. Horváth András (Mád, 1832. 10. 09.– Mád, 1873. 09. 03.) szőlőbirtokos                               |
| Horváth Barna (Budapest, 1936. 03. 14.– Miskolc, 2009. 09. 15.) református lelkész, esperes | Apja: Horváth István (Mád, 1897. 12. 02.– Mád, 1978. 12. 31.) pénzügyőr, szőlőbirtokos     | Apai nagyapja: Horváth István (Mád, 1864. 02. 24.– Mád, 1946. 07. 08.) szőlőbirtokos                             | Apai nagyapai dédanyja: Rácz Julianna (Mád, 1835. 04. 16.– Mád, 1890. 10. 06.)                                                 |
| Horváth Barna (Budapest, 1936. 03. 14.– Miskolc, 2009. 09. 15.) református lelkész, esperes | Apja: Horváth István (Mád, 1897. 12. 02.– Mád, 1978. 12. 31.) pénzügyőr, szőlőbirtokos     | Apai nagyanyja: Keresztyén Erzsébet (Mád, 1876. 11. 19.– Mád, 1958. 01. 28.)                                     | Apai nagyanyai dédapja: Keresztyén József (Mád, 1841. 07. 13.– Mád, 1883. 09. 06.)                                             |
| Horváth Barna (Budapest, 1936. 03. 14.– Miskolc, 2009. 09. 15.) református lelkész, esperes | Apja: Horváth István (Mád, 1897. 12. 02.– Mád, 1978. 12. 31.) pénzügyőr, szőlőbirtokos     | Apai nagyanyja: Keresztyén Erzsébet (Mád, 1876. 11. 19.– Mád, 1958. 01. 28.)                                     | Apai nagyanyai dédanyja: Szabó Otilia Etelka (Mád, 1844. 07. 17.– Mád, 1927. 04. 22.)                                          |
| Horváth Barna (Budapest, 1936. 03. 14.– Miskolc, 2009. 09. 15.) református lelkész, esperes | Anyja: Simon Katalin Erzsébet (Püspökladány, 1907. 11. 20.– Sajószentpéter, 1990. 07. 27.) | Anyai nagyapja: Simon Béla Gyula (Püspökladány, 1880. 11. 15.– Debrecen, 1942. 12. 30.) méneskari írnok, kertész | Anyai nagyapai dédapja: Simon Balázs (Büdszentmihály, 1854. 02. 17.– Budapest, 1905. 06. 04.) királyi járásbírósági végrehajtó |
| Horváth Barna (Budapest, 1936. 03. 14.– Miskolc, 2009. 09. 15.) református lelkész, esperes | Anyja: Simon Katalin Erzsébet (Püspökladány, 1907. 11. 20.– Sajószentpéter, 1990. 07. 27.) | Anyai nagyapja: Simon Béla Gyula (Püspökladány, 1880. 11. 15.– Debrecen, 1942. 12. 30.) méneskari írnok, kertész | Anyai Apai nagyanyai dédanyja: Nedolai Erzsébet (Nádudvar, 1855. 03. 15.– 1936. szeptember 14.) kereskedő                      |
| Horváth Barna (Budapest, 1936. 03. 14.– Miskolc, 2009. 09. 15.) református lelkész, esperes | Anyja: Simon Katalin Erzsébet (Püspökladány, 1907. 11. 20.– Sajószentpéter, 1990. 07. 27.) | Anyai nagyanyja: Fazekas Ágnes (Püspökladány, 1884. 07. 10.– Budapest, 1960. 09. 11.)                            | Anyai nagyanyai dédapja: Fazekas Sándor (Püsp., 1839. 03. 30.– Püsp., 1914. 08. 12.) földműves                                 |
| Horváth Barna (Budapest, 1936. 03. 14.– Miskolc, 2009. 09. 15.) református lelkész, esperes | Anyja: Simon Katalin Erzsébet (Püspökladány, 1907. 11. 20.– Sajószentpéter, 1990. 07. 27.) | Anyai nagyanyja: Fazekas Ágnes (Püspökladány, 1884. 07. 10.– Budapest, 1960. 09. 11.)                            | Anyai nagyanyai dédanyja: Kovács Klára (Püsp., 1843. 04. 04.– Püsp., 1910. 12. 30.)                                            |